# Королівський кубок Саудівської Аравії з футболу 2018—2019
Королівський кубок Саудівської Аравії з футболу 2018—2019 — 44-й розіграш кубкового футбольного турніру в Саудівській Аравії. Титул володаря кубка здобув Ат-Таавун.

## Календар
| Раунд                     | Дата                         | Матчі | Клуби   |
| ------------------------- | ---------------------------- | ----- | ------- |
| Перший раунд кваліфікації | 20-23 листопада 2018         | 6     | 74 → 68 |
| Фінал кваліфікації        | 30 листопада - 1 грудня 2018 | 4     | 68 → 64 |
| 1/32 фіналу               | 1-5 січня 2019               | 32    | 64 → 32 |
| 1/16 фіналу               | 14-18 січня 2019             | 16    | 32 → 16 |
| 1/8 фіналу                | 21-23 січня 2019             | 8     | 16 → 8  |
| 1/4 фіналу                | 2 лютого 2019                | 4     | 8 → 4   |
| 1/2 фіналу                | 27 квітня 2019               | 2     | 4 → 2   |
| Фінал                     | 2 травня 2019                | 2     | 2 → 1   |

## 1/16 фіналу
| Команда 1         | Рахунок      | Команда 2      |
| ----------------- | ------------ | -------------- |
| 14 січня 2019     |              |                |
| Аль-Букайріях (3) | 0:4          | Аль-Абха (2)   |
| 15 січня 2019     |              |                |
| Аль-Халідж (2)    | 1:2 дч       | Аль-Фейсали    |
| Аль-Такадом (3)   | 2:0          | Охуд           |
| Ведж (3)          | 0:1          | Аль-Файха      |
| Ан-Наср           | 2:0          | Аль-Ансар (2)  |
| 16 січня 2019     |              |                |
| Аль-Васхм (2)     | 1:2          | Аль-Іттіхад    |
| Ар-Раїд           | 2:2 пен. 3:1 | Аль-Айн (2)    |
| Аль-Оруба (2)     | 0:1          | Аль-Вахда      |
| Хаджер (2)        | 0:3          | Аль-Хіляль     |
| 17 січня 2019     |              |                |
| Аль-Шола (2)      | 0:1          | Аль-Батін      |
| Аль-Кайсумах (2)  | 3:0          | Аль-Фатех      |
| Аль-Хазм          | 0:1          | Аль-Джел (2)   |
| 18 січня 2019     |              |                |
| Аль-Іттіфак       | 9:1          | Аль-Амджад (4) |
| Ат-Таавун         | 6:0          | Аль-Нахда (2)  |
| Аль-Ноджоом (2)   | 0:1          | Аль-Аглі       |
| Джидда (2)        | 0:2          | Аш-Шабаб       |

## 1/8 фіналу
| Команда 1        | Рахунок      | Команда 2    |
| ---------------- | ------------ | ------------ |
| 21 січня 2019    |              |              |
| Аль-Хіляль       | 3:2          | Аль-Фейсали  |
| Аль-Такадом (3)  | 0:3          | Аль-Іттіхад  |
| Аль-Файха        | 0:6          | Ан-Наср      |
| 22 січня 2019    |              |              |
| Аль-Батін        | 2:1 дч       | Ар-Раїд      |
| Аль-Абха (2)     | 0:1 дч       | Аль-Джел (2) |
| 23 січня 2019    |              |              |
| Аль-Кайсумах (2) | 1:4          | Аль-Іттіфак  |
| Ат-Таавун        | 3:0          | Аш-Шабаб     |
| Аль-Аглі         | 1:1 пен. 1:3 | Аль-Вахда    |

## 1/4 фіналу
| Команда 1         | Рахунок | Команда 2    |
| ----------------- | ------- | ------------ |
| 1 - 2 квітня 2019 |         |              |
| Аль-Іттіхад       | 4:3     | Аль-Батін    |
| Ан-Наср           | 4:0     | Аль-Джел (2) |
| Аль-Іттіфак       | 2:3 дч  | Аль-Хіляль   |
| Ат-Таавун         | 3:0     | Аль-Вахда    |

## 1/2 фіналу
| Команда 1            | Рахунок | Команда 2 |
| -------------------- | ------- | --------- |
| 27 квітня 2019       |         |           |
| Аль-Хіляль           | 0:5     | Ат-Таавун |
| Аль-Іттіхад (Джидда) | 4:2 дч  | Ан-Наср   |

## Фінал
| Команда 1            | Рахунок | Команда 2 |
| -------------------- | ------- | --------- |
| 2 травня 2019        |         |           |
| Аль-Іттіхад (Джидда) | 1:2     | Ат-Таавун |